# Bataille d'Island Number Ten
Guerre de Sécession
Batailles
La bataille d'Island Number Ten se déroule entre le 28 février et le 8 avril 1862, sur le Mississippi, près de New Madrid, durant la Guerre de Sécession.
Cette île fortifiée est un verrou posé par les sudistes pour contrôler la navigation sur le fleuve. L'armée du Mississippi (unioniste) du major general John Pope cherche à prendre le contrôle du fleuve, en allant vers l'aval. Il lui faudra un mois pour faire sauter ce verrou.

## Le contexte

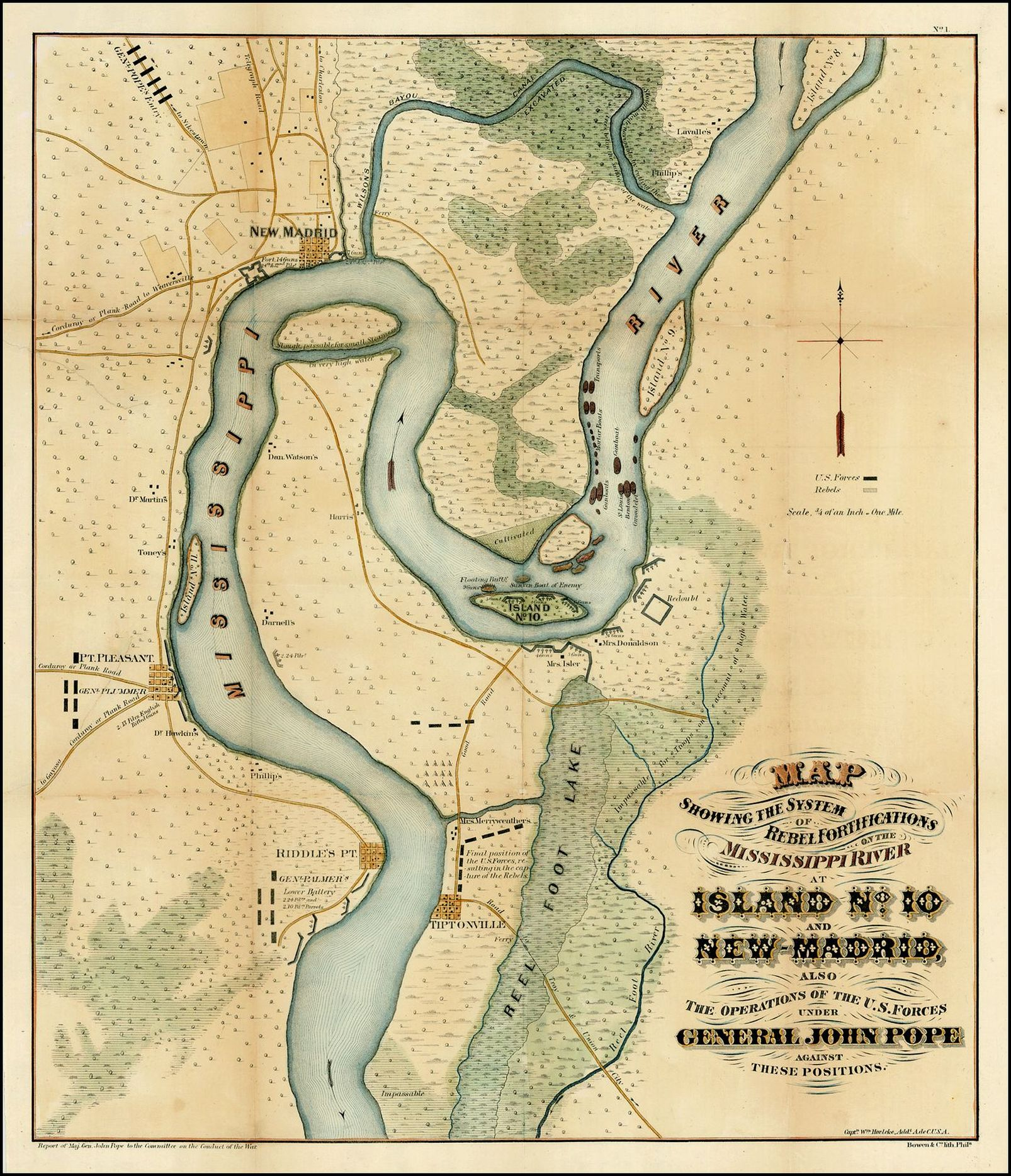
Carte montrant le système de fortifications des rebelles sur le Mississippi à l'île n° 10 et à New Madrid ainsi que les opérations des forces américaines sous le commandement du général Pope contre ces positions.

### Géographique
L'île no 10 était une île du Mississippi, la dixième en descendant le fleuve depuis son confluent avec l'Ohio. Elle n'existe plus à notre époque.
Elle était située dans un méandre, dirigeant brusquement le cours du fleuve du sud vers le nord-ouest. Ce méandre était suivi d'un autre qui remettait le cours du fleuve dans la direction du sud.
Elle n'était qu'un banc de sable, long de 1 500 mètres et, au plus, large de 400 mètres. Son emplacement obligeait les navires à passer près d'elle et le méandre brutal les obligeait à ralentir. Pour ces raisons, des batteries installées à cet endroit étaient en mesure d'interdire le trafic fluvial entre Saint-Louis, au nord, tenu par les fédéraux, et Memphis, en aval, tenu par les confédérés.
Le terrain alentour est marécageux. Une seule route permet d'atteindre l'île. Elle vient du sud, de Tiptonville, bourgade située sur la rive gauche, quelques dizaines de kilomètres en aval de New Madrid. On peut atteindre, à gué, l'île, car le bras le plus profond, celui que doivent emprunter les navires, passe de l'autre côté, entre l'île et la rive droite du fleuve.

### Militaire
Au printemps 1862, l'objectif des nordistes est de prendre le contrôle du fleuve Mississippi. Cet objectif fait partie du Plan Anaconda visant à étrangler l'adversaire.
Par cette prise de contrôle, ils couperont en deux le territoire de la Confédération et interdiront aux sudistes de recevoir des approvisionnements des territoires situés à l'ouest du fleuve. Ils s'assureront aussi une voie de communication importante pour leur propre logistique.
Après la prise des Fort Henry et Donelson, qui ouvrent les rivières Tennessee et Cumberland, après la capture de Colombus, sur le Mississippi, l'obstacle suivant en descendant le fleuve est New Madrid et, en amont de cette ville, l'île no 10.
Le 3 mars 1862, la ville est encerclée et 10 jours plus tard soumise à des bombardements en règle. Le lendemain, elle est évacuée par les sudistes et le siège de l'île no 10 commence.

## Les forces en présence

### Nordistes

#### Forces fluviales
Elles sont placées sous les ordres du "Flag- Officier" A. H. Foote.
- Cuirassés fluviaux

Aussi connus sous le nom de "Ironclads", ces navires cuirassés offrent une puissance de feu importante tant contre des navires adverses que des fortifications installées près des berges.
Il y a 6 de ces navires :
1. USS Benton, navire amiral,
2. USS Carondelet,
3. USS Mound City,
4. USS Cincinnati,
5. USS Saint-Louis,
6. USS Pittsburgh.

- Autres navires

11 barges équipées de mortiers de 13 pouces.

#### Forces terrestres
Placées sous les ordres d'un général.

### Sudistes

#### Les défenses de l'île
La construction d'ouvrages sur l'île et à proximité commence dès la mi-août 1861. Mais, à l'époque, ces travaux ne sont pas considérés comme importants par les sudistes et avancent lentement.
En 1862, 5 batteries ont été créées sur l'île, avec 19 canons. Il y a de plus une batterie flottante, New Orleans, de 9 canons, ancrée à l'extrémité aval de l'île.
En amont de l'île, sur la rive gauche, une autre batterie a été établie. Elle porte le nom de "Batterie du Redan" ou "Batterie no 1". Elle n'est pas placée en hauteur (le terrain n'offrant pas de relief et étant plutôt marécageux) et sujette aux inondations.
4 autres batteries, 24 canons, sont établies sur rive gauche, au niveau ou en amont de l'île.

#### Les troupes
Les forces sudistes, sous le commandement du général John P. McCown, représentent environ 7000 hommes. Une partie vient de Colombus, place forte, en amont, déjà tombée aux mains des fédéraux, une autre de la garnison de New Madrid.

## Le déroulement de la bataille

### Préliminaires
L'armée du Mississippi (unioniste) du Major-Général John Pope, mise sur pied en février 1862, forte de 5 divisions, 25 000 hommes, a pour objectif la prise de la ville de New Madrid. Ensuite, elle doit continuer sa progression vers le Sud. La neutralisation de l'île no 10 doit revenir à l'escadre du Mississippi.
Celle-ci est encore à Cairo, pour réparer les dégâts subis lors de la prise de Fort Donelson. L'escadre quitte Cairo le 14 mars 1862. Elle est accompagnée d'une dizaine de barges portant un mortier de 13 pouces. Le commandant de l'escadre, le flag officer H. Foote, estimant que ses unités ne sont pas encore prêtes.

### Siège
Le 14 mars 1862, les barges porte-mortiers, ancrées le long de la rive droite, suffisamment en amont pour ne pas être sous le feu des défenses sudistes, commencent le bombardement de l'île. Pendant 2 semaines, le bombardement se poursuivra, sans beaucoup d'effet. Les mortiers tirent de loin, par précaution.
Les cuirassés fluviaux n'interviennent que ponctuellement car ils risquent, en cas d'avarie, d'être entraînés par le courant juste sous les canons sudistes et détruits ou capturés. Ils doivent en plus lutter contre le courant pour présenter leur avant, où le blindage est le plus épais, aux canons sudistes.

### Passage en force

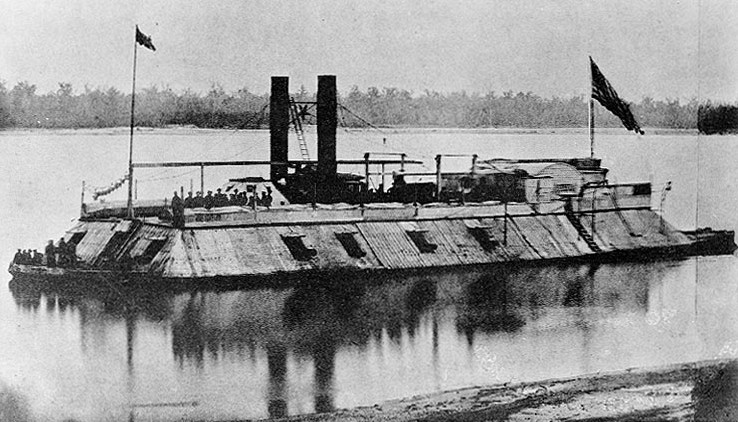
USS Carondelet

Les nordistes décident alors d'attaquer par voie de terre les défenses sudistes établies sur la rive gauche du fleuve. Pour ce faire, ils doivent le traverser. Ce qui requiert une protection pour les transports, à la merci des flottilles sudistes établies en aval de New-Madrid. Il est donc décidé, après tergiversations, de tenter le passage avec un des cuirassés fluviaux. Le capitaine du USS Carondelet, le commodore Henri Walke, se porte volontaire.
Le 1er avril, une attaque sur la "Batterie du Redan" permet d'en enclouer les canons. Le lendemain, le bombardement vise principalement la batterie flottante sudiste New Orleans. Touchée à plusieurs reprises, ses amarres rompues, elle dérive hors du théâtre des combats.
Dans la nuit du 4 avril, profitant du coucher précoce de la lune et, surtout, d'orages violents, USS Carondelet passe la position confédérée et rejoint les troupes fédérales qui tiennent New Madrid. 48 heures plus tard, c'est au tour de USS Pittsburgh de forcer le passage.

### Capitulation
Le passage des 2 cuirassés fluviaux permet au général Pope de traverser le fleuve et de conquérir les ouvrages sudistes de la rive gauche. L'île no 10 est maintenant totalement encerclée. Les nordistes peuvent, à gué, l'attaquer, prenant à revers les fortifications tournées vers le bras navigable du fleuve.
Le 7 avril, les forces confédérées capitulent.

## Les conséquences
La capture de l'île no 10 ouvre la route de Memphis aux forces nordistes qui continuent la conquête du Mississippi. D'autres forces fluviales remontent depuis l'embouchure du fleuve afin de d'achever de couper en deux le territoire de la Confédération.

## Sources
- (en) Cet article est partiellement ou en totalité issu de l’article de Wikipédia en anglais intitulé « Battle of Island Number Ten » (voir la liste des auteurs).
- Sur les opérations :
  - (en) B. Anderson, By sea and by River, the naval history of the Civil War, 1962, DaCapo Press,  (ISBN 0-30680367-4), chapitre 7, pages 101-107.
  - (en) Paul Calore, Naval campaigns of the Civil War, 2002, Mac Farland Publishers,  (ISBN 0-7864-1217-8), chapitre 12, pages 137-140.
  - (en) H Allen Gosnell, Guns on the western waters, 2002, Louisiana Sate University Press,  (ISBN 0-8071-1890-7), chapitre 6, pages 70–82.
  - (en) Philip Van Doren Stern, The confederate navy, a pictorial history, 1992, DaCapo Press,  (ISBN 0-306-80488-3), pages 94–95.
  - (en) coll., Civil War Naval Chronology, 1962, Naval History Division, Department of Navy.
- Sur les navires :
  - (en) A Konstam, Union River Ironclads 1861-65, 2002, Osprey, New Vanguard 56,  (ISBN 1-84176-444-2),
  - (en) A Konstam, Mississippi River Gunboats of the American Civil War 1861-65, 2002, Osprey, New Vanguard 49,  (ISBN 1-84176-413-2),

## Pour en savoir plus